# Daniił Sinicyn
Daniił Siergiejewicz Sinicyn (ros. Даниил Сергеевич Синицин; ur. 25 marca 1990 w Zariecznym) – rosyjski łyżwiarz szybki.

## Kariera
W zawodach Pucharu Świata Daniił Sinicyn zadebiutował 2 grudnia 2012 roku w Astanie, zajmując trzynaste miejsce w biegu na 10 000 m w grupie B. Rok później w tej samej miejscowości Rosjanin po raz pierwszy znalazł się w czołowej dziesiątce zawodów pucharowych, zajmując dziewiąte miejsce w biegu na 5000 m. Pierwsze w karierze podium zawodów PŚ wywalczył 15 listopada 2014 roku w Obihiro, gdzie wspólnie z Aleksandrem Rumiancewem i Daniłą Siemierikowem zajął trzecie miejsce w biegu drużynowym. W tej samej konkurencji Rosjanie z Siemierikowem w składzie zajęli także czwarte miejsce 5 grudnia 2014 roku w Berlinie.